# Громада (Могилёвская область)
Громада́ (бел. Грамада) — посёлок в составе Обидовичского сельсовета Быховского района Могилёвской области Республики Беларусь.

## История
Деревня малочисленная. По свидетельствам старожилов, основана в 20-е годы XX века. С 17.07.1924 г. в Быховском районе. В 1930-х сельчане вступили в колхоз. Во время ВОВ с июля 1941 года по июля 1944 года оккупирована нем.-фаш. захватчиками. В 1982 году 13 хозяйств, 40 жителей, в составе колхоза "Россия" (с 2003 года СПК "Колхоз "Россия"; центр - д.Поляниновичи).

Деревня малочисленная. Состоит населенный пункт из одной улицы. Дома усадебного типа, в основном традиционной планировки. Отопление преимущественно печное. Один дом с электроотоплением (по состоянию на февраль 2023 года).            
Рядом с деревней смешанный, преимущественно хвойный лес, небольшое болото, которое местные жители называют Мошок. Своим названием этот участок ландшафта, вероятно, обязан мху изумрудно-зелёного цвета, которым покрыта практически вся территория болота. Здесь растет голубика, багульник, грибы. Остались признаки добычи торфа ручным способом: небольшие ямы, заполненные водой и поросшие мхом. На самом краю улицы деревни находится березовая роща (местное название Бярэзнiк). Ещё одна достопримечательность деревни - небольшой водоем природного происхождения, который питают подземные родники. В деревне сохранились дубы, посаженные детьми первопоселенцев Громады. Недалеко от деревни, возле смешанного леса, есть артезианская скважина. Водозабор возник как объект инфраструктуры сельскохозяйственной фермы, которая находилась здесь же в советский период и вплоть до начала XXI века. Среди работников фермы были жители Громады. Объект специализировался на молочном и мясном животноводстве. Впоследствии был закрыт. Сохранились руины фермы, остатки фундамента (2023 год).       
Уклад жизни 
Первопоселенцами Громады стали потомственные белорусы, люди из соседних деревень, в частности из д. Поляниновичи. Мужская часть населения занималась рыбной ловлей, охотой. Женская - ткачеством, шитьем, вышивкой. На приусадебных участках выращивали картофель, свеклу, огурцы, помидоры, морковь, фасоль, лук, чеснок, капусту и укроп. На зиму квасили в бочках яблоки (Антоновку), капусту и огурцы. В домашних хозяйствах держали коров, коней, кур, гусей и другую живность.
В деревне уклад жизни отличался корпоративностью. Из поколения в поколение соседи помогали соседям во всех бытовых делах, сельхозработах и строительстве. Многие праздники народного и церковного календаря было принято отмечать всей деревней. Одним из самых любимых праздников была Троица. В этот день рано утром мужчины отправлялись на озеро ловить рыбу, затем готовили уху прямо на лугу, где собирались все жители деревни отмечать Троицу. На Пятро (бел., местное название праздника, рус. - Петров день) было принято "кумиться": ходить в гости с угощениями и собираться вместе за праздничной трапезой. У детей особым почетом пользовался праздник Купалье. Его проводили шумно и весело, устраивали настоящие уличные обливания водой. Допускалось озорство, непозволительное в другие дни, что вызывало у детей восторг. Были и другие традиции. К примеру, на Крещение в колодцы опускали деревянные самодельные крестики, представляющие собой две небольшие скрещенные палочки, связанные посередине нитью. К большим праздникам сельчане по традиции готовились заранее. На Троицу было принято украшать хаты "маем" - так назывались ветки клена, которые приносили в дом и вешали возле икон и над окнами. На полу расстилали листья аира. К таким праздникам, как Пасха и Троица, наводили особый порядок в хатах, используя для создания домашнего уюта домотканые рушники, дорожки, скатерти ( бел. абрус). Подузорниками с кружевами украшали нижнюю часть кроватей. Подушки накрывали красивыми накидками. Иконы обязательно обрамляли особыми рушниками, которые здесь, как и в других белорусских местечках называли "набожнiк" (бел.). Дни поминовения усопших жители Громады тоже чтили во все годы существования деревни и продолжают чтить до сих пор. В Родительскую субботу принято печь блины. Эта же традиция распространена в окрестности. К Радунице обязательно наводят порядок на кладбище, где похоронены предки. Посещают места, где покоятся усопшие, в день Радуницы. По старой традиции на каждую могилку застилают рушник или скатерть. Затем обходят все могилки, катая по ним пасхальное яйцо. Стараясь выразить почтение умершим, им оставляют дары - крашеные яйца, блины и др.

## Население
- 2022 год — 6 человек
- 2023 год — 4 человека
- 2024 год — 2 человека
- 2025 год - 1 человек